# 泰特維爾 (堪薩斯州)
泰特維爾（英語：Teterville）是位於美國堪薩斯州格林伍德縣的一個鬼鎮。

## 歷史
泰特維爾的郵政局於1927年設立，直到1962年結束營運。